# Heinemannia albidorsella
Heinemannia albidorsella ist ein Schmetterling (Nachtfalter) aus der Familie der Grasminiermotten (Elachistidae).

## Merkmale
Die Falter erreichen eine Flügelspannweite von 13 bis 16 Millimeter. Der Kopf glänzt weiß, die Fühler sind einfarbig braungrau. Die Palpen sind weiß und mindestens so lang wie die von Heinemannia festivella und Heinemannia laspeyrella. Die Schenkel und Schienen, besonders die vorderen, sind außen schwarz. Sonst sind die Beine schmutzig braun, die Tarsen gelblich und undeutlich dunkel geringelt. Der Thorax glänzt weiß, die Tegulae sind weiß und haben vorn einen dunklen graubraunen Fleck. Die Vorderflügel sind weiß, gelblich weiß in der Costalfalte und graubraun im Apikalbereich. Der Costalstrich ist breit und graubraun und wird bei 3/4 der Vorderflügellänge durch einen großen weißen Strich unterbrochen. Ein großer graubrauner ovaler Fleck befindet sich vor der Flügelmitte zwischen der Costalfalte und der Costalader. Er ist in Richtung der Costalader weiß umrandet, darunter befindet sich auf der dorsalen Seite der Costalfalte ein Büschel abstehender schwarzbrauner Schuppen. Ein ähnlicher Fleck mit einem Schuppenbüschel in der distalen Hälfte befindet sich am Innenwinkel. Er ist ebenfalls weiß umrandet, die Umrandung ist mit dem großen weißen Strich an der Costalader verbunden. Ein brauner Strich liegt zwischen den beiden ovalen Flecken, ein weiterer befindet sich zwischen dem äußeren ovalen Fleck und der Flügelspitze. Letzterer ist größer als der erste, mehr rötlich braun gefärbt und distal weiß umrandet. Ein schwarzbrauner subcostaler Strich reicht vom inneren ovalen Fleck bis zur Flügelspitze. Er wird durch den breiten weißen Costalstrich und die weiße Umrandung des äußeren braunen Strichs unterbrochen. Die Fransenschuppen sind graugelb, an der Flügelspitze verläuft eine breite graubraune Linie. Die Hinterflügel glänzen fahlgrau.
Die Männchen unterscheiden sich von denen der Arten Heinemannia laspeyrella und Heinemannia festivella durch die Breite der Gnathos-Arme. Diese sind schmaler als der distale Teil der Valven.
Bei den Weibchen ist das achte Tergit nahezu quadratisch und verjüngt sich distal. Das Ostium ist becherförmig. Der Einmündungsbereich von Ductus bursae und Corpus bursae ist deutlich granuliert. Das Corpus bursae ist eiförmig.

### Ähnliche Arten
H. albidorsella kann von den ähnlichen Arten Heinemannia laspeyrella und Heinemannia festivella anhand der weißen Grundfärbung der Vorderflügel, dem großen weißen Costalstrich und den beiden braunen Flecken in der distalen Hälfte des Vorderflügels unterschieden werden.

## Verbreitung
Heinemannia albidorsella ist im Süden Frankreichs, auf Korsika und Sardinien beheimatet.

## Biologie
Die Nahrungspflanze der Raupen ist bisher unbekannt. Die Falter wurden von Mai bis Anfang Juni gefangen.

## Systematik
Aus der Literatur sind folgende Synonyme bekannt:
- Laverna albidorsella Staudinger, 1877
- Mompha albidecorella Hartig, 1951